# Wadada Leo Smith
Pour les articles homonymes, voir Smith.
Ishmael Wadada Leo Smith, né le 18 décembre 1941 à Leland dans le Mississippi, est un trompettiste et compositeur américain travaillant essentiellement dans les domaines de l'avant-garde et de l'improvisation libre.

## Biographie
Il grandit dans un milieu proche de la musique, son beau-père est un chanteur de blues multi-instrumentiste et des célébrités comme B. B. King, Little Milton ou Elmore James sont des amis de la famille.
Il débute en jouant de la batterie, ainsi que différents cuivres comme le mellophone, le cor d'harmonie ou le bugle avant d'opter pour la trompette. Il joue dans plusieurs groupes de blues et de rhythm and blues. Il s'installe à Chicago où il fait la connaissance de Roscoe Mitchell qui le rapproche de l'AACM. De passage à Paris, il participe avec l'Art Ensemble of Chicago à l'enregistrement du disque de Brigitte Fontaine Comme à la radio. Il joue en trio avec Leroy Jenkins et Anthony Braxton (il poursuivra des collaborations prolifiques avec ce dernier pendant près d'une décennie); plus tard rejoint par Steve McCall, Muhal Richard Abrams et Richard Davis, le trio deviendra en 1970 la Creative Construction Company. En 1971, il fonde son propre label, Kabell et forme plusieurs nouveaux groupes: Integral, avec Henry Threadgill et Lester Lashley, et the New Dalta Ahkri, avec notamment Henry Threadgill, Anthony Davis et Oliver Lake.
Dans les années 1970, il étudie l'ethnomusicologie à l'université Wesleyenne.  En 1971 il sort son premier disque en solo : Creative Music 1, qui se compose de six improvisations en solo. Il collabore avec Thomas Stöwsand et Manfred Eicher en Europe, puis à son retour travaille en duo avec le saxophoniste Marion Brown dans le cadre du Creative Improvisation Ensemble; il rejoue avec Braxton et enregistre à Londres en 1977 avec la Company de Derek Bailey (Han Bennink, Lol Coxhill, Steve Lacy, Evan Parker...). Au milieu des années 1980 il devient rastafarien et commence à utiliser le nom de Wadada. En 1993 il commence à enseigner au California Institute of the Arts, une activité qu'il poursuit encore aujourd'hui. Il joue également d'autres instruments moins conventionnels comme le koto, la kalimba et l'atenteben (une flûte de bambou ghanéenne); il a d'ailleurs donné des cours de fabrication d'instruments. Il utilise fréquemment des notations graphiques dans ses compositions, un système qu'il nomme "Ankhrasmation."
En 1998, il réalise accompagné de Henry Kaiser un hommage à la période électrique de Miles Davis intitulé Yo Miles!. Ses deux albums suivants, Sky Garden (sorti chez Cuneiform en 2004) et Upriver (2005), incluent Michael Manring à la basse.
Il a également réalisé deux albums avec son Golden Quartet, dont les membres sont Jack DeJohnette (batterie), Anthony Davis (clavier) et Malachi Favors à la basse.
Smith a récemment enregistré des albums pour Tzadik Records et Pi Recordings.

### Liens audio
- Art of the States: Wadada Leo Smith Bardsdale (1997-1998)
- Tawaf from 2003's "Organic Resonance" on Pi Recordings
- Solo performance July 2000 at SASSAS sound. concert archives